# Ramón Miranda
Ramón Humberto Miranda Ampuero (Lima, 28 de octubre de 1926-Lima, ?) fue un militar peruano, que ostentó el grado de General de Ejército. Fue ministro de Educación durante los gobiernos de Juan Velasco Alvarado y Francisco Morales Bermúdez, de 1975 a 1976. Continuó la reforma educativa iniciada en 1972.

## Biografía

### Familia y primeros años
Nació en Chorrillos, Lima,  siendo hijo de Froylán Miranda Barreto y Manuela Ampuero Corrales. Se casó con María Eyzaguirre Tizón, con quien tuvo seis hijos.
Cursó sus estudios escolares en el Colegio Claretiano de Magdalena del Mar.

### Formación académica
El 13 de marzo de 1943 ingresó a la Escuela Militar de Chorrillos, de la cual egresó con el grado de alférez de Artillería, el 1 de enero de 1947, integrando la Promoción “Tarapacá”, de la que también formaba parte Otto Eléspuru Revoredo.
Luego estudió en la Escuela Superior de Guerra de Estrategia Militar, en el Centro de Altos Estudios Militares (CAEM), y en el Instituto de Artillería Antiaérea y de Guerra Contrasubversiva en Panamá. Hizo el curso de Comando y Estado Mayor en Kansas. Siendo teniente, en 1952 y capitán, en 1956, obtuvo el primer puesto en los cursos dictados por la misión militar de Estados Unidos.

### Carrera profesional
Comandó el Grupo de Artillería N.º 9 en Lambayeque entre 1965 y 1966. Fue director de la Escuela de Artillería del Ejército (1969); director de la Dirección General de Contribuciones, actual SUNAT (1969-1970); miembro del comité de asesoramiento de la Presidencia de la República (1971-1974); comandante general del Centro de Instrucción Militar del Perú, CIMP (1974); presidente del directorio de la Compañía Peruana de Teléfonos (1974) y ministro de Educación (1975-1976).
En 1977 fue nombrado director del Instituto Científico y Tecnológico del Ejército; en 1978 segundo comandante de la Primera Región Militar y en 1979 comandante general, pasando a presidir el Organismo Regional de Desarrollo del Norte (ORDENORTE). Esta entidad fue un antecedente de los gobiernos regionales, pues tenía jurisdicción en la integridad de los departamentos de Piura y Tumbes.
Fue secretario de Defensa Nacional (con rango de ministro) en 1980 y jefe del Estado Mayor General del Ejército en 1981.
Luego de pasar al retiro, fue funcionario y presidió el Instituto Peruano de Desarrollo Solidario, asesorando y capacitando a empresas autogestionarias (1982-1992). También participó como miembro del Foro Educativo.

### Ministro de Educación
El 1 de febrero de 1975 fue nombrado Ministro de Educación del Perú por el presidente Juan Velasco Alvarado, siendo ratificado el 30 de agosto al ocurrir el cambio de gobierno con la ascensión al poder del general Francisco Morales Bermúdez. Permaneció en dicho cargo hasta el final de 1976, siendo sucedido por el general Otto Eléspuru.
Durante su gestión puso en funcionamiento las Escuelas Superiores de Educación Profesional (ESEPS), intensificó la Reforma Educativa orientada al trabajo para el desarrollo integral del país, el cambio estructural de la sociedad y la autoafirmación e independencia del Perú a nivel internacional. 
En su periodo ministerial se reconoció al quechua como lengua oficial (Decreto Ley 21156 del 27 de mayo de 1975); se aprobó el alfabeto básico general del quechua, se declaró la Reserva Nacional de Paracas (Decreto Supremo 1281-75-AG del 25 de septiembre de 1975);  se propugnó un sistema educativo de revalorización a la mujer, la coeducación, la educación bilingüe y el sistema de nuclearización de la educación nacional como organización comunal de base.
Un hito importante se dio en su gestión, cuando el 7 de enero de 1976 concedió el Premio Nacional de Cultura al retablista ayacuchano Joaquín López Antay, siendo la primera vez que era premiado por el Estado un cultor del arte popular.

## Publicaciones
- "Los conflictos de la integración" (ensayo)[1]

## Premios y reconocimientos
- Orden El Sol del Perú en el grado de Gran Oficial (1976).[10]
- Orden Militar de Ayacucho en el grado de Gran Cruz (1981).[11]
- Cruz Peruana al Mérito Militar en el grado de Gran Cruz.[1]